# Streptanthus cordatus
Стрептантус серцеподібний (Streptanthus cordatus) — вид рослини родини Капустяні.

## Назва
В англійській мові має назву «серцелиста покручена квітка» (англ. heartleaf twistflower).

## Будова
Рослина має видовжене похилене стебло 20–100 см з темно-пурпуровим суцвіттям на кінці. Основа стебла задерев'яніла. Квіти спочатку жовтувато-зелені, згодом пурпурові. За сприятливих умов (волога весна) суцвіття продовжує рости й може нараховувати кілька дюжин квітів. Має серцеподібні блакитно-зелені листки з білим восковим нальотом. Листя при основі округлені із зубчатим краєм, верхні листки довгасті, охоплюють стебло. Плід — закручений стручок 5–10 см.

## Поширення та середовище існування
Зростає у пустельних горах заходу США.

## Галерея

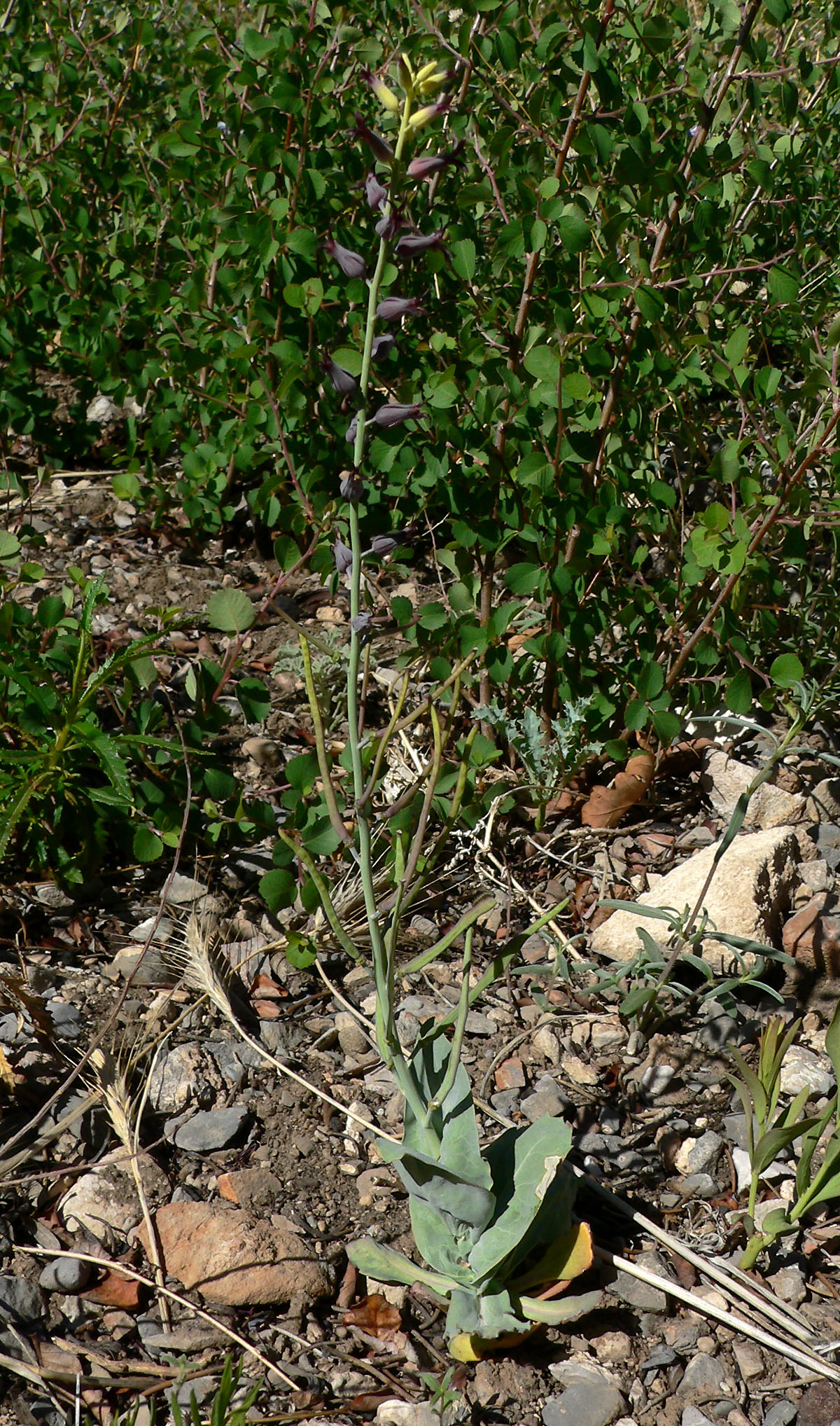
Загальний вигляд рослини
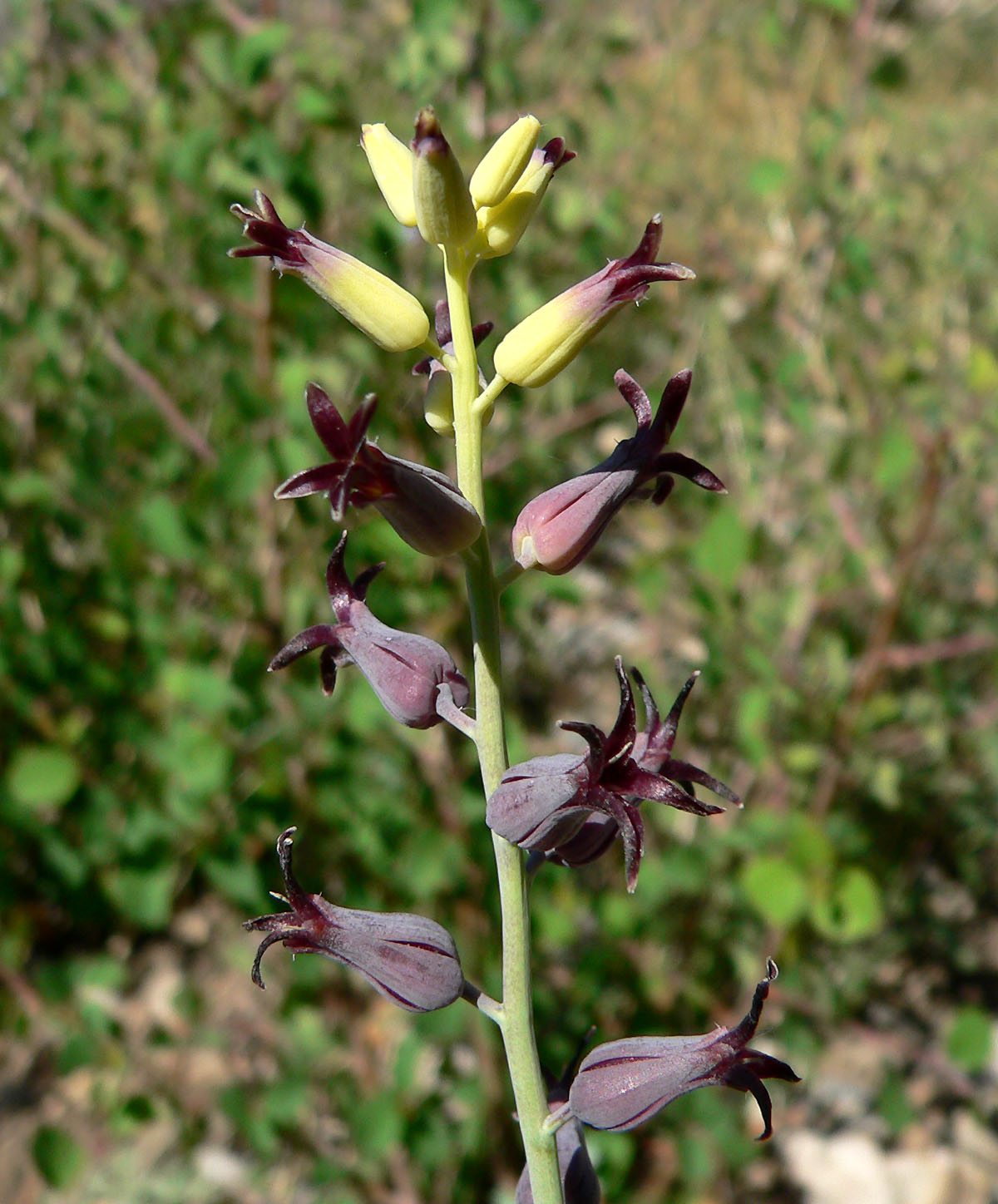
Суцвіття
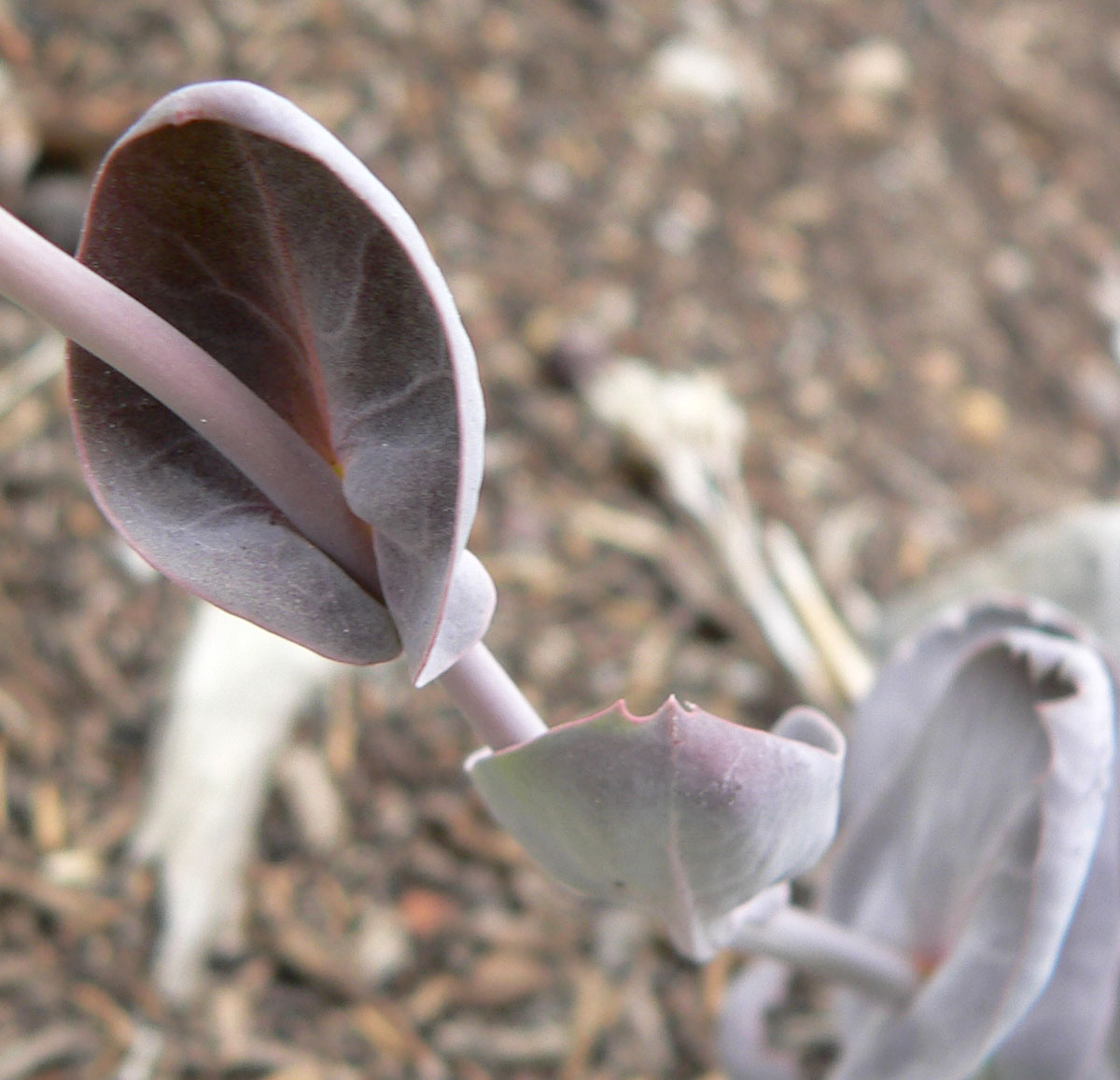
Листя